# She's Funny That Way
She's Funny That Way er en amerikansk komediefilm instrueret af Peter Bogdanovich og medforfattet af Louise Stratten.
Filmen vil blev udgivet i de amerikanske biografer den 21. august, 2015.

## Handling
Filmen handler den tidligere prostituerede Isabella (Imogen Poots), der gerne vil gøre en karriere som skuespiller på Broadway og følger fasen mellem overgangen af disse to erhverv i hendes liv. Broadway-instruktøren Arnold (Owen Wilson) betaler for hendes eskort-service til trods for at han er gift med stjernen (Kathryn Hahn) i hans nye stykke A Grecian Evening. Dramatikeren (Will Forte) Joshua bliver også forelsket i hende, selvom han allerede dater hendes terapist Jane (Jennifer Aniston), hvis alkoholiserede mor Vivian (Joanna Lumley) er i rehabilitering.

## Medvirkende
- Owen Wilson som Arnold Albertson
- Imogen Poots som Isabella "Izzy" Beatty
- Kathryn Hahn som Delta Simmons
- Will Forte som Joshua Fleet
- Rhys Ifans som Seth Gilbert
- Jennifer Aniston som Jane Claremont
- Austin Pendleton som Judge Pendergast
- George Morfogen som Harold Fleet
- Cybill Shepherd som Nettie Patterson
- Richard Lewis som Al Patterson
- Illeana Douglas som Judy
- Tovah Feldshuh som Miriam
- Joanna Lumley som Vivian Claremont
- John Robinson som Andre
- Ahna O'Reilly som a former Prostitute
- Lucy Punch som Prostitute
- Poppy Delevingne som Macy's Woman Greeter
- John Tormey som Hot dog vendor

Cameoer
- Tatum O'Neal[3]
- Jake Hoffman
- Graydon Carter[4]
- Quentin Tarantino[5]
- Colleen Camp[6]
- Michael Shannon [7]